# Mycroft Holmes
Mycroft Holmes este un personaj literar fictiv creat de Sir Arthur Conan Doyle și care apare în mai multe povestiri cu Sherlock Holmes, prima dintre ele fiind Traducătorul de greacă (publicată în septembrie 1893). El este fratele mai mare (cu șapte ani) al celebrului detectiv Sherlock Holmes.

## Profil
Dotat cu puteri deductive care le depășesc chiar și pe cele ale fratelui său mai mic, Mycroft este totuși incapabil de a efectua o muncă de detectiv similară cu cea a Sherlock din cauza faptului că el nu este dispus să depună efortul fizic necesar pentru a-și verifica concluziile.
„...el nu are ambiție și nici energie. Nici măcar nu s-ar deranja să-și verifice soluțiile și i-ar mai degrabă i-ar lăsa pe oameni să creadă că greșește decât să se obosească să le dovedească faptul că are dreptate. I-am prezentat de multe ori câte o problemă și am primit o explicație care s-a dovedit mai târziu a fi corectă. Cu toate acestea, el este absolut incapabil să elaboreze detaliile practice de care trebuie să te ocupi înainte ca un caz să poată fi dus în fața unui judecător sau a unui juriu.”—Sherlock Holmes, vorbind despre fratele său în "Traducătorul de greacă"
În timp ce povestirile lui Conan Doyle nu indică în mod clar ce poziție ocupă Mycroft Holmes în guvernul britanic, Sherlock Holmes spune că "Uneori, el este guvernul britanic [...] omul cel mai indispensabil din țară." El pare că este un fel de computer uman:
„Concluziile fiecărui departament îi sunt prezentate, iar el este centrul de schimb, biroul care face bilanțul. Toți ceilalți sunt specialiști, dar specialitatea sa este să fie atotștiitor.”—"Planurile Bruce-Partington"
Mycroft a apărut sau a fost menționat în patru povestiri ale lui Doyle: "Traducătorul de greacă", "Ultima problemă", "Casa pustie" și "Planurile Bruce-Partington". Deși el își exercită, ocazional, aptitudinile de observare și de deducție în acele povestiri, el rămâne totuși un dezlegător de mistere sedentar, oferind soluții care nu se bazează pe dovezi și îl lasă pe Sherlock să se ocupe de orice alt detaliu practic. De fapt, lipsa de spirit practic a lui Mycroft este un handicap grav, în ciuda talentelor sale deductive: în "Traducătorul de greacă", greșelile în abordare aproape că îl costă viața clientului său.
Mycroft seamănă cu Sherlock, dar este descris în "Traducătorul de greacă" ca fiind "un om mult mai mare și mai robust". În "Planurile Bruce-Partington", este oferită următoarea descriere:
„Era construit masiv, greoi, iar în alură se distingea o oarecare inerție și stângăcie, dar deasupra acestui corp grosolan se ridica un cap atât de impunător, cu ochii gri-oțel înfundați în orbite, dar atât de scrutători, cu buze atât de ferme, cu o expresie a chipului atât de subtilă, încât uitai de corpul mătăhălos după prima privire și te impresiona doar mintea ce-l domina.”
Mycroft își petrece o mare parte a timpului la Clubul Diogene, al cărui cofondator este.

## Apariții ulterioare
Mycroft Holmes a fost portretizat de mai multe ori în adaptările cinematografice, cele pentru televiziune și cele radiofonice ale povestirilor cu Sherlock Holmes.

### Radio
- În serialul radiofonic din anii 1950 cu John Gielgud în rolul lui Sherlock Holmes, propriul frate al lui Gielgud, Val Gielgud, a interpretat rolul lui Mycroft.
- John Hartley l-a interpretat pe Mycroft în "The Greek Interpreter" la 21 octombrie 1992, "The Bruce-Partington Plans" la 24 ianuarie 1994 și "The Retired Colourman" la 29 martie 1995 în adaptările radiofonice pentru BBC Radio cu Clive Merrison în rolul lui Sherlock și Michael Williams în rolul dr. Watson.

### Filme și televiziune
- Prima apariție în film a lui Mycroft Holmes a fost în filmul The Bruce Partington Plans (1922), unde a fost interpretat de Lewis Gilbert.
- BBC a difuzat în anii 1965 și 1968 două serii ale serialului Sherlock Holmes în care au jucat Douglas Wilmer (1965) și Peter Cushing (1968) - în rolul lui Sherlock și Nigel Stock - în rolul dr. Watson.  Mycroft a apărut de două ori, o dată în 1965 în Planurile Bruce-Partington, unde a fost interpretat de Derek Francis, și o a doua oară în 1968 în Traducătorul de greacă, unde a fost interpretat de Ronald Adam.
- În filmul A Study in Terror (1965), Mycroft este interpretat de Robert Morley.
- În filmul The Private Life of Sherlock Holmes (1970) regizat de Billy Wilder, în care a jucat Robert Stephens în rolul lui Sherlock, Mycroft a fost interpretat de Christopher Lee (care l-a interpretat și pe Sherlock Holmes în alte producții de dinainte și de după). În acest film, care urmărește să arate oamenii "reali" care l-au ajutat pe Sherlock Holmes, Mycroft este aproape de nerecunoscut: nu este obez și nici indolent. El este descris, de asemenea, ca fiind liderul sau cel puțin un agent superior al serviciilor secrete britanice, pentru care Clubul Diogene este doar acoperirea.
- Charles Gray a interpretat acest rol în filmul The Seven-Per-Cent Solution (1976) și în patru episoade ale serialului Aventurile lui Sherlock Holmes (1984-1994) realizat de Granada Television.
- Filmul The Adventure of Sherlock Holmes' Smarter Brother (1975), cu Gene Wilder în rolul fratelui mai tânăr al lui Holmes, "Sigerson Holmes", a fost inspirat de Mycroft (el este menționat, dar nu apare).
- The Adventures of Sherlock Holmes and Dr. Watson, o serie de filme de televiziune realizate de televiziunea sovietică, l-a avut pe Boris Kliuiev ca Mycroft Holmes, în ciuda faptului că Kliuiev era cu nouă ani mai tânăr decât Vasili Livanov, care-l interpreta pe Sherlock Holmes.
- El este menționat puțin în filmul Young Sherlock Holmes (1985); când Sherlock este exmatriculat din școală, el îi spune lui Watson că plănuiește să stea câteva zile la fratele său, Mycroft.
- Peter Jeffrey l-a interpretat pe  Mycroft în filmul Mâna unui criminal (1990) cu Edward Woodward în rolul lui Sherlock, John Hillerman în rolul dr. Watson și Anthony Andrews în rolul profesorului Moriarty.
- Jerome Willis l-a interpretat pe Mycroft în Sherlock Holmes and the Leading Lady, un film TV din 1992 cu Christopher Lee în rolul lui Holmes și Patrick Macnee în rolul lui Watson.
- R. H. Thomson l-a interpretat pe Mycroft în filmul TV The Royal Scandal (2001) alături de Matt Frewer în rolul lui Sherlock.
- Richard E. Grant l-a interpretat ca un tânăr semiparalizat - după ce a fost injectat cu droguri, într-o călătorie, de Moriarty - în Sherlock: Case of Evil (2002).
- Mark Gatiss l-a interpretat pe Mycroft în serialul BBC Sherlock (2010). În această versiune modernizată, Sherlock își arată animozitatea mocnită față de fratele său pe care dr. Watson o caracterizează ca fiind "rivalitatea dintre frați". Mycroft, de care Sherlock spune că este afiliat la MI6 sau la CIA "pe o bază independentă", o numește o "vrajbă copilărească". Sherlock face adesea referiri la greutatea lui Mycroft, întrebându-l de exemplu cum stă cu dieta. El este păcălit mai târziu de Jim Moriarty pentru a-i furniza informații din trecutul lui Sherlock.
- Stephen Fry l-a interpretat pe Mycroft în filmul Sherlock Holmes: Jocul umbrelor, regizat de Guy Ritchie și lansat în decembrie 2011.[1]

### Romane și povestiri
Personajul a fost folosit de mai multe ori în opere literare care nu sunt adaptări ale povestirilor cu Holmes:
- În seria de cărți despre Thursday Next ale lui Jasper Fforde, se afirmă că Mycroft este unchiul lui Thursday, devenind un personaj de ficțiune și preluând reședința din seria cu Sherlock Holmes pentru a scăpa de diabolica Goliath Corporation.
- El este personajul principal într-o serie de romane polițiste ale autorului Quinn Fawcett.
- El este un personaj recurent în seria de cărți polițiste cu Mary Russell ale lui Laurie R. King, în care un Sherlock Holmes retras din activitate este un personaj important. Mycroft este prezentat ca o figură importantă în cadrul Serviciului Secret Britanic, care, ocazional, îi invită pe Russell și Holmes pentru a-l ajuta în anumite cazuri.
- Un tânăr Mycroft Holmes este protagonistul unei aventuri "editate" de Michael P. Hodel și Sean M. Wright, Enter the Lion: A Posthumous Memoir of Mycroft Holmes (publicată cu o copertă groasă de Hawthorn Books în 1979 în SUA și de JM Dent & Sons Ltd. în 1980 la Londra (ISBN 0-460-04483-4) și cu coperți subțiri de către Playboy Press în 1980). Acțiunea are loc în 1875, la zece ani de la sfârșitul Războiului Civil American, în momentul în care Mycroft Holmes era un mic funcționar la Foreign Office. Mycroft este ajutat de fratele său mai mic Sherlock, de Victor Trevor (care apare în povestirea lui Doyle "Vasul „Gloria Scott”") și de un aventurier cunoscut sub numele de "Căpitanul Jericho", un fost sclav misterios. Ei formează împreună un grup într-un efort de a preveni o încercare a foștilor ofițeri ai Confederației să implice guvernul britanic într-o schemă de a răsturna guvernul Statelor Unite. Povestea oferă, de asemenea, o explicație cu privire la antagonismul dintre Sherlock Holmes și profesorul Moriarty.
- Mycroft are un rol mic, dar extrem de important, în romanul The Mycroft Memoranda al lui Ray Walsh, publicat la Londra de Andre Deutsch, în 1984 (ISBN 0-233-97582-9), în care Sherlock Holmes, la cererea primarului Henry Smith al Londrei, se implică în căutarea lui Jack Spintecătorul.
- Mycroft și Clubul Diogene joacă un rol important în romanul Anno Dracula al lui Kim Newman.
- Romanul All-Consuming Fire din seria Doctor Who îi prezintă pe Sherlock și Mycroft Holmes, precum și pe apocriful Sherringford Holmes. Companionul doctorului, Bernice Summerfield, a fost reunit apoi cu Mycroft în piesa audio The Adventure of the Diogenes Damsel (2008), în care vocea sa a fost interpretată de David Warner.
- Romanul Oscar Wilde and the Candlelight Murders de Gyles Brandreth sugerează că prietenia lui Oscar Wilde cu Arthur Conan Doyle l-a determinat pe Doyle să-l creeze pe Mycroft ca o caricatură a lui Wilde: briliant din punct de vedere intelectual, dar indolent și leneș.
- Povestirea premiată "You See But You Do Not Observe" a lui Robert J. Sawyer îl prezintă pe omonimul lui Mycroft Holmes implicat în aducerea lui Sherlock și Watson în anul 2096 pentru a rezolva un mister științific.
- El apare în romanul The Italian Secretary (2005) de Caleb Carr.
- În seria Enola Holmes, Mycroft este tutorele legal oficial al surorii sale mai tinere, Enola, după plecarea misterioasă a mamei lor cu prilejul sărbătoririi vârstei de 14 ani a fiicei sale. Nedorind să se supună dorinței lui ca ea să fie trimisă la o școală cu internat pentru a se conforma moravurile sociale feminine contemporane, Enola fuge pentru a deveni în secret un detectiv privat la Londra, evitându-și frații. În această serie, Mycroft este ferm hotărât să o prindă în timp ce Sherlock își dezvoltă respectul față de talentele ei considerabile și începe să înțeleagă motivele ei de a-i sfida. Cu toate acestea, Mycroft bănuiește că Enola ar putea fi determinată să devină un coleg adult în profesia fratelui său, o noțiune pe care Sherlock o găsește greu de acceptat.
- Seria Young Sherlock Holmes de Andrew Lane îl are ca personaj și pe Mycroft Holmes.
- Romanul pornografic The Sexual Adventures of Sherlock Holmes, scris de un autor cu pseudonimul "Larry Townsend" îl prezintă pe Mycroft ca homosexual și Clubul Diogene ca un club doar de bărbați.

### Benzi desenate
- El este reprezentat ca un psihopat violent în 2000 AD (Canon Fodder, nr. #861–867) de Mark Millar și Chris Weston.
- În nr. #6, Volumul 1 al cărții The League of Extraordinary Gentlemen a lui Alan Moore, Mycroft Holmes devine liderul serviciilor secrete britanice și folosește numele de cod "M" – un indicativ al șefului ficțional al MI6 în romanele cu James Bond ale lui Ian Fleming. Este sugerat faptul că el și fratele său nu se află în cele mai bune relații deoarece un mesaj trimis de Sherlock este primit de Mycroft cu râsete și privit ca o glumă. (Mycroft apare, de asemenea, ca Bond M în Son of Holmes și în Anno Dracula).
- Mycroft Holmes este șeful "Comitetului" în miniseria de cărți de benzi desenate Predator: Nemesis de Gordon Rennie și Colin MacNeil și publicată de Dark Horse Comics. El îl angajeaza pe personajul principal, capitanul Edward Soames, pentru a-l vâna pe criminal "Spring-Heeled Jack", un Predator aflat la vânătoare în East End.
- Mycroft Holmes apare cel puțin de două ori în cartea italiană de benzi desenate Martin Mystère și în seria Storie di Altrove/Stories from Elsewhere.[2][3]

### Jocuri PC
- Mycroft are un rol minor în jocul Infocom Sherlock: The Riddle of the Crown Jewels (1987).
- El are un rol central ca victimă al unei încercări de asasinat în jocul pentru PC The Lost Files of Sherlock Holmes: The case of the Rose Tattoo.
- În jocul pentru PC Sherlock Holmes vs. Jack the Ripper (2009), tânărul Holmes primește asistență într-un caz de la fratele său.